# تونیه لارسن
تونیه لارسن (انگلیسی: Tonje Larsen؛ زادهٔ ۲۶ ژانویهٔ ۱۹۷۵) بازیکن هندبال اهل نروژ بود.